# Junkers
«Юнкерс» (нім. «Junkers») — авіабудівна компанія Німеччини, заснована Гуго Юнкерсом в Дессау. Фірма «Junkers & Co» виробляла газоопалювальні котли, охолоджувальне і вентиляторне обладнання. Авіабудування компанія розпочала після початку Першої світової війни. До Другої світової війни компанія була найбільшою в Німеччині і здійснювала розробку та будівництво конструкцій, які зробили істотний внесок в історію світової авіації.

## Історія
Перший завод компанії був заснований Юнкерсом спільно з інвестором у 1895 році для виробництва газових приладів. До 1904 року фабрика випускає вже 19 моделей приладів. До водонагрівачів додалися охолоджувачі, а також вентиляційне обладнання. Девізом компанії Юнкерс зробив фразу «Тепло для всіх». Завод відразу набрав обертів. Застосування автоматики відкрило можливість керування подачею газу в залежності від витрати гарячої води. Налагоджене серійне виробництво зробило проточні водонагрівачі доступними практично для будь-якого будинку. 1929 року Junkers вперше був застосований термоелектричний вимикач газу, що зробило ці прилади найбезпечнішими у світі. З плином часу поняття газова колонка Junkers стає одним із символів передвоєнної Європи. Рекламним слоганом компанії було: «Кожен день для купання». З ним вона йшла до 1932 року, коли під тиском економічної кризи була виставлена на продаж. У 1932 у виробництво газових колонок продано фірмі Robert Bosch GmbH.

## Авіабудування

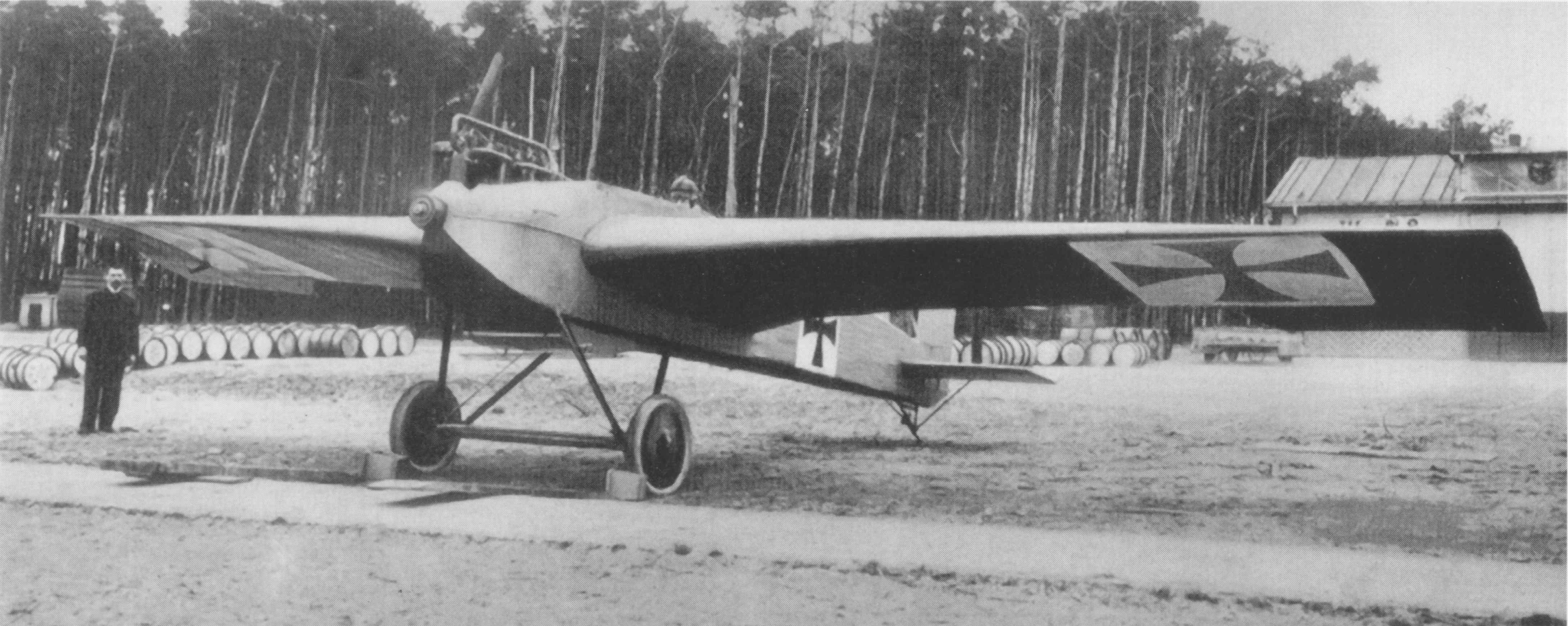
J-1, перший суцільнометалевий літак у світі

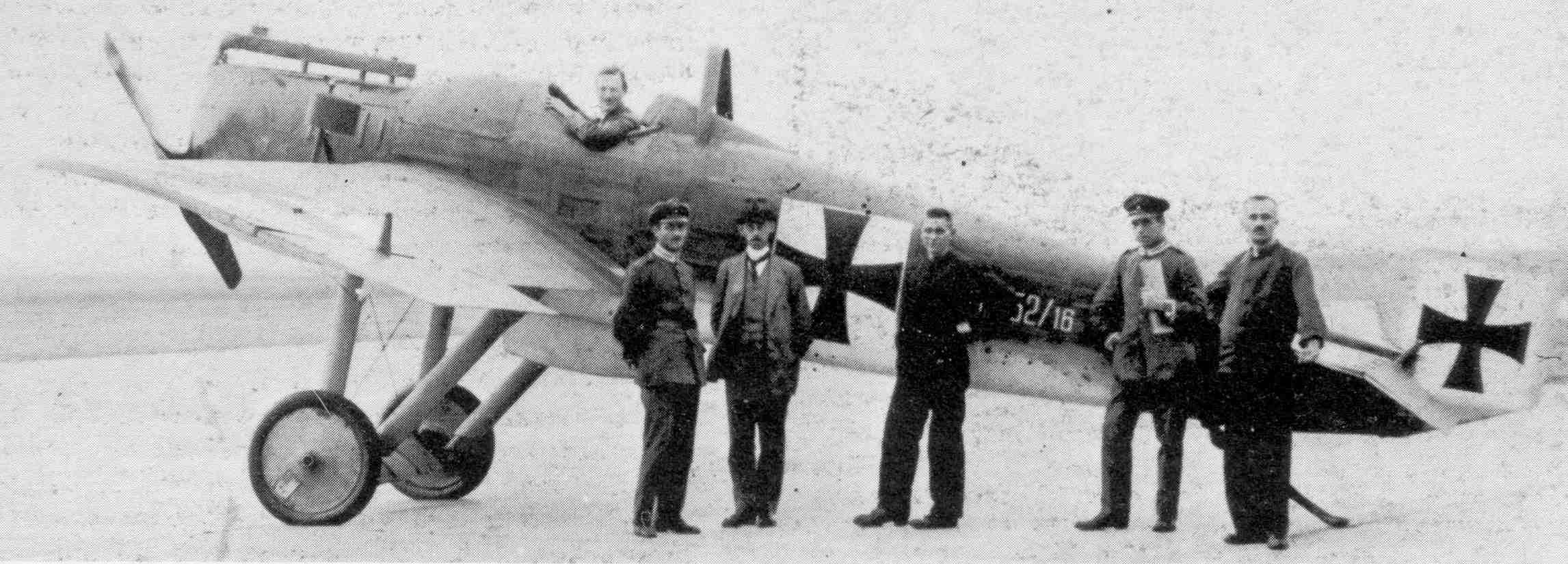
Третій екземпляр J-2 в 1916 році

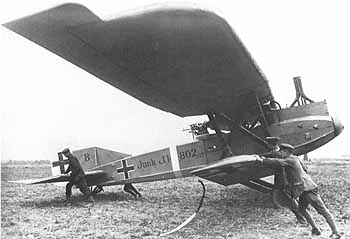
J-4

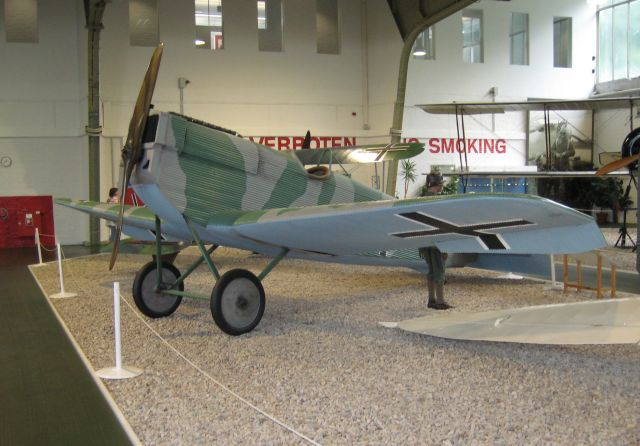
J-9, сучасна реконструкція

Паралельно створенню калориферів талановитий професор термодинаміки Аахенського університету отримує патенти на різні способи обробки листового металу. 1911 року Хуго Юнкерс стає лідером за кількістю офіційно зареєстрованих патентів[джерело?]. У цей же час Юнкерс захоплюється модною і привабливою ідеєю початку століття — літакобудуванням. Трохи раніше, в 1910 році він отримав патент на конструкцію товстого вільнонесучого крила з металевою обшивкою. Чотирма роками пізніше Юнкерс побудував невелику аеродинамічну трубу в Франкенбурзі під Аахеном.
Вирішивши, що відпрацьована на власній фабриці технологія роботи з листовим металом може бути використана в літакобудуванні, Юнкерс побудував в 1915 році суцільнометалеве крило з каркасом із сталевих труб і з привареною точковим зварюванням обшивкою із сталевого листа. Після статичних випробувань крила Отто Рейтер і Отто Мадер спроєктували і збудували під керівництвом Юнкерса моноплан J-1 — перший суцільнометалевий літак у світі.
Перший політ літака, прозваного Бляшаним віслюком (нім. Blechesel) відбувся 12 грудня 1915 року. Літак мав велику злітну вагу, але, попри це, виявився найшвидшим у Німецьких ВПС. У зв'язку з цим був розроблений модифікований варіант — одномісний винищувач J-2. Шість таких літаків було побудовано в 1916 році під позначенням Е-II. Попри явне переобтяження, J-2 з технічної точки зору перевершував всі існуючі тоді літаки, а його міцність і очевидна здатність витримувати значні бойові ушкодження дозволили міністерству авіації замовити штурмовик-біплан тієї ж конструкції. За цим вимогам Рейтер спроєктував J-4, який на відміну від попередника мав обшивку з гофрованого дюралю спочатку на площинах, а потім на фюзеляжі. Ця конструкція на 15 років стала торговою маркою конструкторів Юнкерс.
J-4 полетів 27 січня 1917 і був обраний для використання як «піхотний літак».
Попри створення вдалих конструкцій, завод Юнкерса не мав досвіду масового виробництва. Тому інспекція ВПС вирішила об'єднати сили Юнкерс з одним із найдосвідченіших авіаконструкторів того часу Антоном Фоккером.
20 жовтня 1917 року була утворена компанія Junkers-Fokker Werke AG з капіталом 6 млн марок при рівних паях Юнкерса і Фоккера. Однак темпераменти Юнкерса і Фоккера виявилися несумісними, успіх робіт виявився нижче очікуваного, і Фоккер покинув фірму. Унаслідок, до кінця бойових дій робота в Дессау майже призупинилась.
Трохи раніше утворення спільного виробництва, 17 вересня, полетів одномісний винищувач-моноплан J-7, а в січні 1918 року і його двомісний варіант J-8. Обидва літаки послужили відповідно прототипами для J-9 і J-10. Усього було випущено 227 J-4, 41 одномісний винищувач J-9, 43 штурмовики і двомісних винищувача J-10 і три його гідроваріанта Hj-11.

### Післявоєнний період

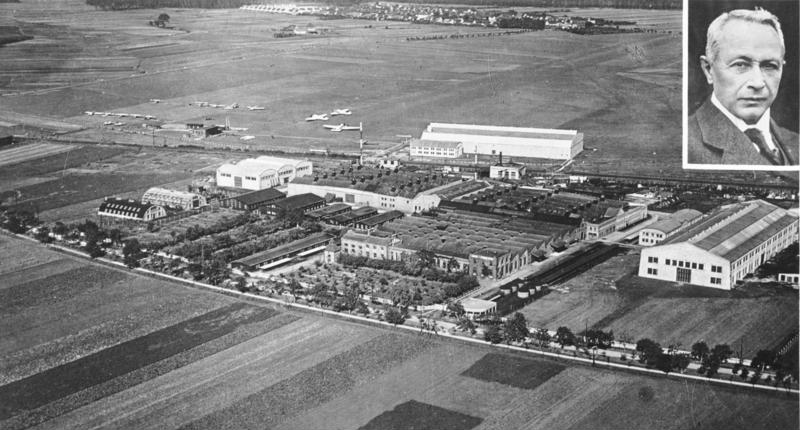
аерофотознімок заводу Юнкерс в Дессау в 1928 році

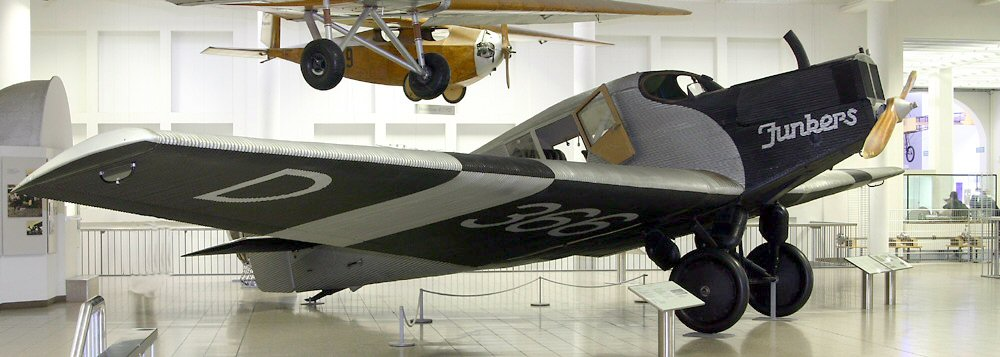
F-13, перший у світі суцільнометалевий транспортний літак

Із закінченням Першої світової війни Юнкерс переключився на роботу з комерційних літаків. 24 квітня 1919 а компанія в Дессау змінила назву на Junkers Flugzeugwerke AG. Два місяці по тому, 25 червня, в повітря піднявся один з етапних літаків світової цивільної авіації — шестимісний J-13 (пізніше F.13). Протягом 13 років, до 1932 року було випущено 322 літаки цього типу. Літак застосовувався багатьма авіакомпаніями в різних країнах, у тому числі і в СРСР: авіакомпаніями Добролет і Авіакультура.
До кінця 1920 року завод в Дессау скоротив свій персонал з 710 до 200 чоловік, але ядро кваліфікованих кадрів вдалося зберегти, хоча робота обмежувалася випуском неавіаційної продукції.
Ситуація дещо покращилася в 1922 році. Так, до кінця року було випущено близько 100 J-13. З розширенням виробництва на Юнкерс в 1923 році була створена Junkers Motorenbau GmbH, призначена для випуску авіаційних двигунів.
Трохи раніше, в грудні 1921 року на фірмі Юнкерса був створений відділ повітряного транспорту, керівником якого став Г. Заксенберг, колишній керівник Lloyd Ostflug. Цей підрозділ ще не був авіакомпанією, а лише курирував діяльність авіаліній, створених при безпосередній участі Юнкерса і які експлуатували машини його виробництва. Відділ також займався плануванням і організацією нових авіамаршрутів. До середині 1924 вже існувала розгалужена мережа ліній в Німеччині і в Європі — від Скандинавії і Прибалтики до Угорщини та Швейцарії. 13 серпня 1924 року відділ був перетворений в авіакомпанію Junkers Luftverkehrs. Пізніше дана авіакомпанія перетворилася на всесвітньо відому Lufthansa.
До того часу Юнкерс вирішив, що військовий бізнес не менш вигідний, ніж цивільна авіація. Як наслідок, була передбачена можливість кожну наступну модель випускати у двох варіантах: цивільному і військовому.
Одночасно Юнкерс отримав можливість випуску літака за кордоном. У результаті були організовані дочірні фірми у Швеції, в Лімхамні-Мальме і в СРСР на колишньому автозаводі Руссо-Балт в Філях під Москвою.
Останній був великим на ті часи підприємство: до початку 1925 року там працювало понад 1000 чоловік, площа виробничих приміщень становила 15 тис. м² (для порівняння — всього в радянській авіапромисловості в 1925 році працювало 5114 чоловік). На оплату Юнкерс йшло до третини коштів, що виділяються на розвиток авіації в СРСР. Тим не менш завод не виправдав надій радянського керівництва на роль флагмана вітчизняного літакобудування. Так, виробництво двигунів не було організовано через відсутність у Юнкерса досвіду по їх виробництву.
Більшу частину отриманих грошей від радянського уряду і німецького військового керівництва Юнкерс витрачав не на розвиток виробництва в СРСР і поліпшення характеристик виготовлених у Філях літаків, а на потреби свого літакобудівного заводу в Дессау і створення нового авіамоторного заводу, на організацію нових комерційних авіаліній і будівництво відділень фірми в Туреччині та Швеції. За даними німецьких архівних матеріалів, з 8 млн золотих марок, виділених військовими колами Німеччини на виробництво бойових літаків в СРСР, фірма «Юнкерс» інвестувала на ці цілі тільки трохи більше 2 млн. Прагнучи зберегти монополію на виробництво металевих літаків і можливість диктувати ціни на цю продукцію, керівництво фірми всіляко затягувало організацію науково-дослідного центру на заводі в Філях та навчання радянських фахівців, ухилилося від надання допомоги у налагодженні виробництва дюралюмінію і моторів в СРСР, відхилило пропозицію про створення замість концесійного заводу спільного радянсько-німецького авіаційного підприємства.
Тим не менш завод виробляв літаки Юнкерса. Так легкий транспортний літак А-20 випуску 1923 поставлявся з Лімхамна в Італію і Туреччину у варіанті тактичного розвідника, а в Філях він вироблявся для ВПС РСЧА під позначенням Ю-20. Двомісний багатоцільовий розвідник Ю-21 вироблявся з 1924 року спеціально для постачання Червоної Армії.
У березні 1927 року концесія в Філях була ліквідована.

### Виробництво в Німеччині

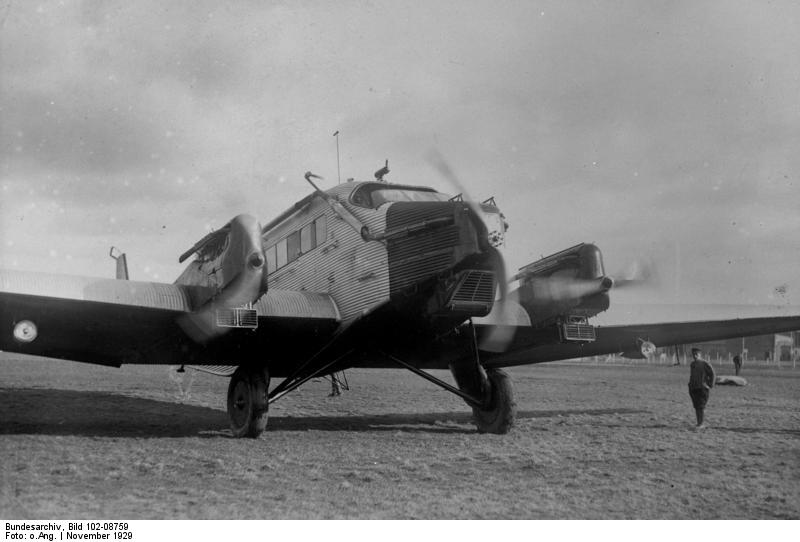
Junkers G-24

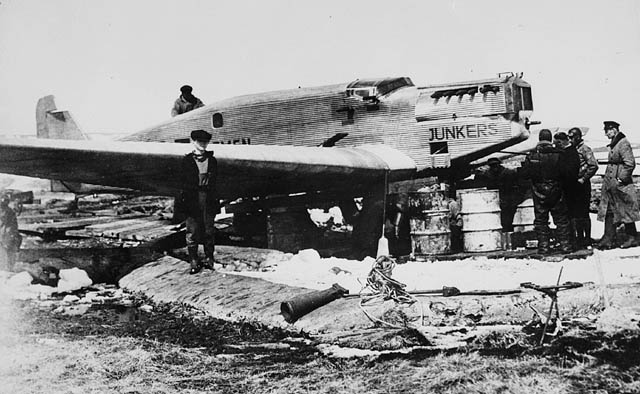
W-33 здійснив перший переліт через Північну Атлантику зі сходу на захід у 1928 році

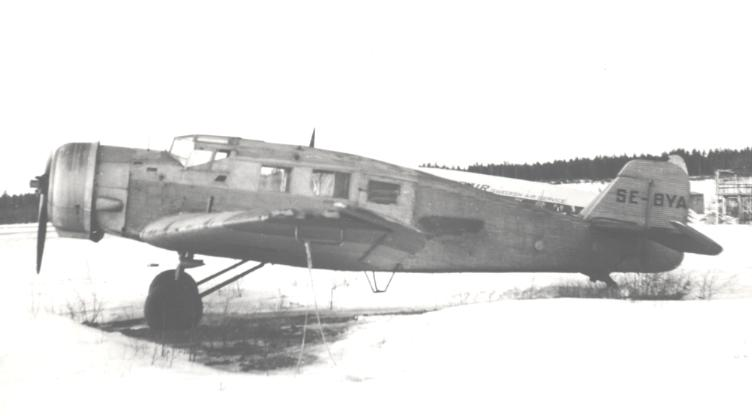
W-34 у 1968 році у Швеції — медичний літак

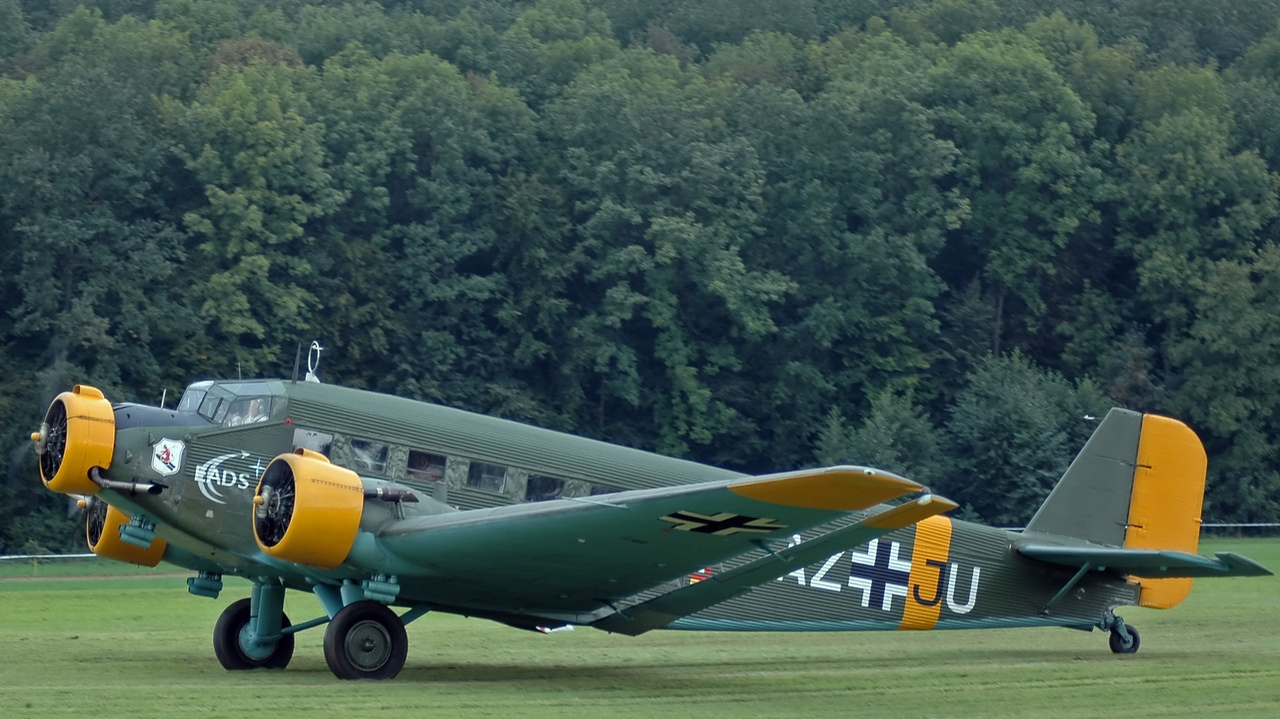
Junkers Ju 52

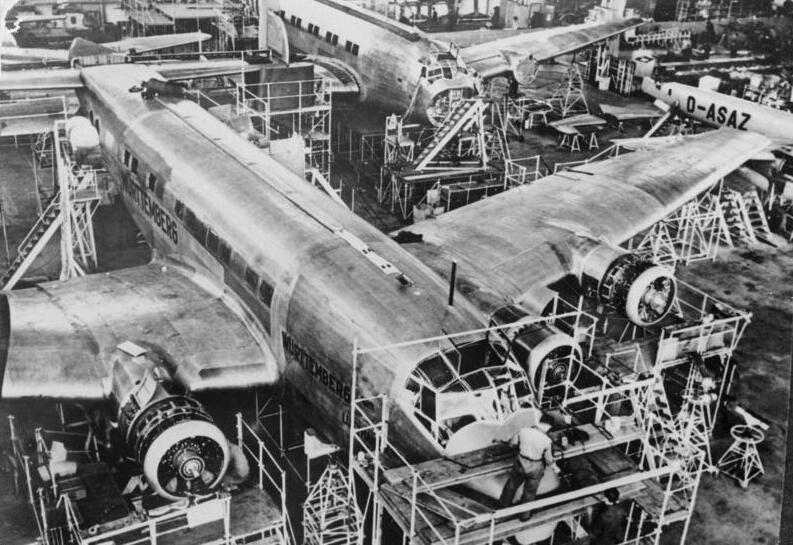
Ju-90

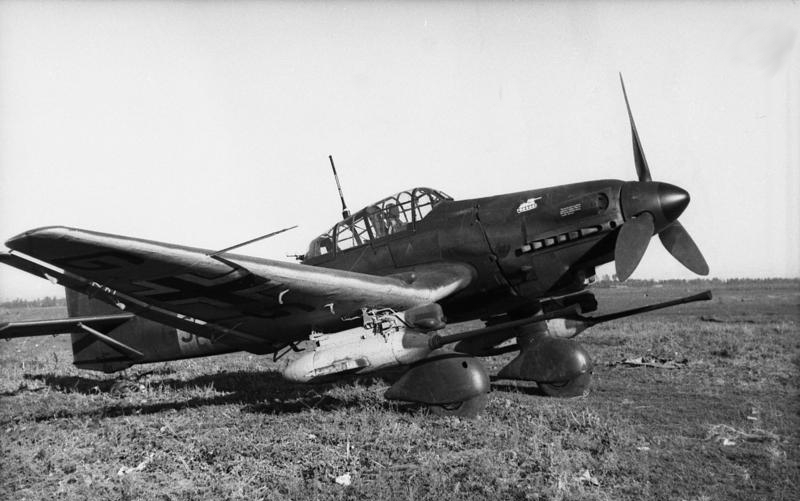
Ju 87, Stuka

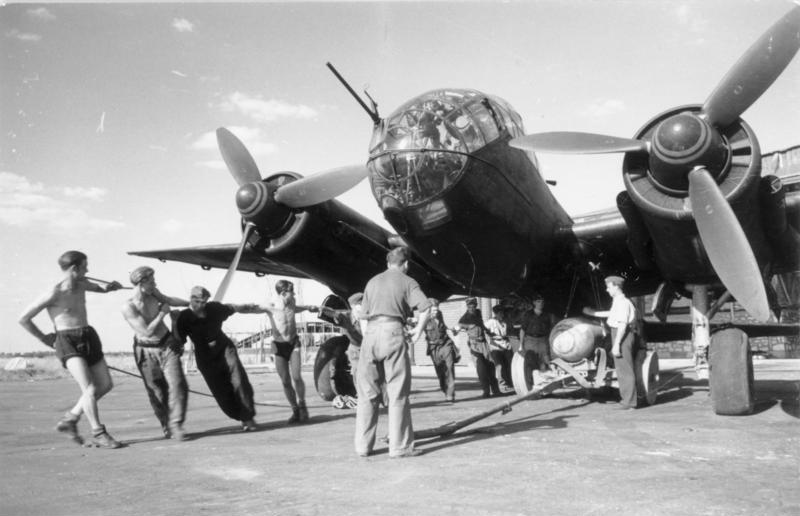
Ju 188

У 1924 році полетіли нові літаки Юнкерса: G-23 і G-24. Всього в Дессау і в Лімхамні було випущено 60 і 70 примірників кожного типу відповідно. Бомбардувальний варіант останнього випускався під позначенням К-30.
У 1926 році з'явився збільшений трьохдвигунний варіант G-31 разом із поштовим А-32 і фотографічним А-35 варіантами. Останні існували також у варіантах легкого бомбардувальника і розвідника-винищувача К-53.
У тому ж році були випущені легкі транспортні W-33 і W-34 (останній мав бомбардувальний варіант К-43), які мали величезний комерційний успіх завдяки великим замовленням на пасажирські, вантажні, а пізніше і військові варіанти. W-33 був випущений в 199 екземплярах, а W-34 і К-43 у не менш, ніж 1791 екземплярі. Між 1926 і 1930 роками ці літаки встановили цілий ряд світових рекордів за тривалістю дальністю і висотою польоту.
У 1927 році був розроблений бойовий варіант дводвигунового K-36 — бомбардувальник К-37. Він був прийнятий на озброєння в Японії, де фірма Міцубісі побудувала 174 літака під позначенням Кі-2 армійський тип 93, легкий бомбардувальник.
У 1928 році полетів спроєктований Карлом Плаутом перспективний двомісний винищувач К-47, невелике число яких замовив Китай. Його цивільний варіант випускався під найменуванням А-48.
У 1929 році Японія закупила бойовий варіант одного з найвидатніших транспортних літаків G-38, який полетів 6 листопада 1929. Свого часу це був найбільший літак у світі. У пасажирському варіанті він брав на борт 34 пасажири і 7 членів екіпажу. У Дессау було збудовано тільки два G-38, зате японці випустили на Міцубісі шість К-51 під позначенням важкий бомбардувальник Кі-20 тип 92.
У 1930 році Ернст Ціндель, що замінив загиблого 1 листопада 1927 року в авіакатастрофі Плаута спроєктував один з найвідоміших літаків свого часу — Ju.52. У квітні 1931 року полетів його тримоторний варіант, який незабаром завоював міжнародне визнання.

## Криза і націоналізація
Попри цілий ряд вдалих моделей, компанію Юнкерс до цього моменту охопила фінансова криза. Для порятунку репутації німецької авіапромисловості компанію намагалося підтримати міністерство транспорту. Але навіть попри продаж головного виробництва, криза розросталася, і в 1933 році було ухвалено рішення про націоналізацію концерну. Генеральним директором став Генріх Коппенберг. А двома роками по тому, 3 лютого 1935 помер і засновник концерну — професор Юнкерс.
До 1936 року, до того окремі літако-і моторобудівне підприємства були об'єднані в Junkers Flugzeug-und Motorenwerke AG з капіталом 130 млн марок, колишнє підприємство Юнкерса стало одним з найбільших у світі виробником літаків.
До кінця 1938 року були засновані заводи з суміжними виробництвами в Ашерслебені, Гальбертштадт і, Бернбурзі і Кетхені. Були засновані заводи у Леопольдшаллі, Лейпциг-моккан, Гандау, Шенебекку, Фріцларі, Магдебурзі, Мерсебурзі, Бреслау і Арнімсвальді. Комплекс Юнкерса став зразком для німецької авіапромисловості. Головна компанія здійснювала жорсткий контроль над проєктуванням, виробництвом, технологією і послідовністю операцій. Наприкінці 30-х років і протягом другої світової війни майже всі німецькі авіафірми випускали більшою чи меншою мірою літаки, спроєктовані на Юнкерс.

## Друга світова війна
До кінця війни комплекс Юнкерс об'єднував 140 000 робітників, з яких 49 000 були зайняті на складанні літаків.

## Літаки вироблені компанією
- Junkers 1 — «Бляшаний осел» (моноплан) (1 одиниця)
- Junkers 2 — одномісний винищувач (моноплан)
- Junkers 3 — штурмовик (біплан)
- Junkers 4 — «Піхотний літак» (227 одиниця)
- Junkers 7 — одномісний винищувач (моноплан)
- Junkers 8 — двомісний винищувач (моноплан)
- Junkers 9 — винищувач (моноплан) (41 одиниць)
- Junkers 10 — двомісний винищувач (моноплан) і штурмовик (43 одиниці)
- Junkers 11 — варіант Ju 10 на поплавках (3 одиниці)
- Junkers F.13 — шестимісний пасажирський (322 штуки)
- Junkers 52 — пасажирський і військово-транспортний літак
- Junkers 87 — пікіруючий бомбардувальник
- Junkers 86 — середній бомбардувальник
- Junkers 88 — бомбардувальник
- Junkers 188 — бомбардувальник
- Junkers 388 — висотний розвідник-бомбардувальник
- Junkers 788 — дальній важкий бомбардувальник
- Junkers А-35